# Zazi Films
 (janvier 2020).
Si vous disposez d'ouvrages ou d'articles de référence ou si vous connaissez des sites web de qualité traitant du thème abordé ici, merci de compléter l'article en donnant les références utiles à sa vérifiabilité et en les liant à la section « Notes et références ».
Zazi Films est une société de production de cinéma et télévision française,,.
Elle a été créée par Danièle Delorme et Hugo Gélin en 2008, dans la continuité de la société La Guéville (La Guerre des Boutons, Un éléphant ça trompe énormément, Nous irons tous au paradis, Le château de ma mère, La gloire de mon père, Le Grand Blond avec une chaussure noire…), fondée par le cinéaste Yves Robert.
En 2018, Sarah Gélin s'associe à Hugo Gélin et développe les pôles série TV & web au sein de Zazi Films.
Zazi Films a produit à ce jour 7 longs-métrages, deux mini-séries pour Canal + et du contenu multimédia.

## Filmographie

### Cinéma
En 2012, Zazi Films produit le long-métrage Comme des frères, réalisé par Hugo Gélin, avec un casting comprenant François-Xavier Demaison, Nicolas Duvauchelle, Pierre Niney et Mélanie Thierry. Le film fait l'ouverture du Festival COLCOA 2013 et du Festival de Cuba 2014. Il récolte de nombreux prix dans plusieurs festivals dont le Prix des lycéens, le Prix du Conseil régional d'Aquitaine et le prix d'interprétation féminine pour Mélanie Thierry au Festival du film de Sarlat 2012, le Prix d'interprétation masculine pour Nicolas Duvauchelle, le Prix d'interprétation féminine pour Mélanie Thierry au Festival du film de La Réunion 2012, le Prix du public du Festival du film français de Bucarest 2013, ainsi qu'une nomination au Prix Patrick Dewaere 2013 pour Pierre Niney et 2 nominations aux Césars 2013 : César du meilleur premier film et César du meilleur espoir masculin pour Pierre Niney.
En 2013, la société produit La Cage dorée , un film réalisé par Ruben Alves, avec Joaquim de Almeida, Rita Blanco, Roland Giraud et Chantal Lauby. Le film remporte le Prix du public et le Prix d'interprétation féminine pour Chantal Lauby au Festival international du film de comédie de l'Alpe d'Huez 2013 ainsi que le Prix du public du Prix du cinéma européen 2013. Le film est nommé au festival de Sao Paulo 2013 en sélection officielle ainsi qu'aux César du meilleur premier film 2014. Le film rencontre un véritable succès public et totalise 1,3 million de spectateurs en France.
En 2019, Zazi Films produit Mon inconnue de Hugo Gélin, avec François Civil, Joséphine Japy, Benjamin Lavernhe, Camille Lellouche et Édith Scob. Le film remporte le prix d’interprétation masculine pour François Civil au Festival international du film de comédie de l'Alpe d'Huez 2019 ainsi que le Swann d'Or du meilleur film au 33e Festival du film de Cabourg.
En 2020, Zazi Films produit Miss de Ruben Alves, avec Isabelle Nanty, Thibault de Montalembert, Stéfi Celma et Alexandre Wetter. Le film a été sélectionné au Festival international du film de comédie de l'Alpe d'Huez 2020. Il a une nomination aux Césars 2021 : César du meilleur espoir masculin pour Alexandre Wetter.

### Télévision
- 2013 : Casting(s) de Pierre Niney, diffusé sur Canal+
- 2014 : Casting(s) saison 2, de Pierre Niney, diffusé sur Canal+ pendant le Grand Journal de Cannes 2014
- 2015 : Casting(s) saison 3, de Hugo Gélin et Pierre Niney, diffusé sur Canal+ à la Cérémonie des César 2015 et pendant le Grand Journal de Cannes 2015
- 2018 : Rémi Choré de Jérôme Niel, diffusé sur Canal+ pendant Clique

### Contenu multimédia
- 2019 : Amateur saison 1, de Ludoc, diffusé sur YouTube
- 2020 : Maman ça va être ta fête, programme original avec Natoo pour YouTube Original
- 2022 : Amateur saison 2, au Sénégal, réalisé par Ludoc et diffusé sur YouTube